# Ruta Estatal de Nevada 653
La Ruta Estatal de Nevada 653, y abreviada SR 653 (en inglés: Nevada State Route 653) es una carretera estatal estadounidense ubicada en el estado de Nevada. La carretera inicia en el Oeste desde la SR 667     en Reno hacia el Este en la Terminal Way en Reno. La carretera tiene una longitud de 0,9 km (0.589 mi).

## Mantenimiento
Al igual que las autopistas interestatales, y las rutas federales y el resto de carreteras estatales, la Ruta Estatal de Nevada 653 es administrada y mantenida por el Departamento de Transporte de Nevada por sus siglas en inglés Nevada DOT.

## Cruces
La Ruta Estatal de Nevada 653 es atravesada principalmente por la  I 580  US 395 .